# Modo indicativo en español
El modo indicativo en español es un modo gramatical que se usa en la mayoría de los contextos relacionados con hechos reales. Se trata del modo más utilizado y contrasta principalmente con el modo subjuntivo. En lenguas sin distinción de modo, se puede decir que solo hay modo indicativo.

## Tiempos de indicativo
Los tiempos que distingue la gramática tradicional en español son una combinación de tiempo gramatical propiamente dicho, aspecto gramatical y modo gramatical. Dentro de este último, el modo indicativo es un modo realis, razón por la cual algunos consideran que el condicional simple y perfecto deben ser considerados en sí mismos como la realización de un modo diferente, al tener un aspecto irreal (acción que no se sabe si ha sido, está siendo o será realizada). Por ello, según cada autor, o bien se considera que en español hay un modo condicional diferenciado, o bien se considera que es parte del modo indicativo.

### Tiempos simples
En español los tiempos simples tienden a tener aspecto imperfecto, es decir, designan acciones o predicaciones inacabadas; son los que constan de una sola forma verbal: como, cantaré, cerraría, viajaré, estaré, seguiré.

#### Tiempo presente
El presente indica que la acción expresada por el verbo se da en el momento en que se habla: Luis vive en Guadalajara; Sergio trabaja aquí. Puede presentar matices temporales específicos:
- El presente puntual se refiere a nociones momentáneas que se desarrollan en el momento presente del hablante: dispara.
- El presente histórico indica hechos pasados: Colón descubre América en 1492. Es una forma típica de los escritos de carácter histórico y narrativo. El hablante intenta acercar y revivir aquellos hechos ocurridos en el pasado.
- El presente pro futuro expresa acciones que van a ocurrir en un momento posterior: La semana próxima empiezo a trabajar. El hablante expresa una convicción o seguridad de que los hechos ocurrirán. La posibilidad de usar el presente con sentido de futuro es habitual en prácticamente todas las lenguas.
- El presente ingresivo indica acciones que están a punto de realizarse: Ahora mismo voy.
- El presente imperativo expresa obligatoriedad, tiene valor de futuro, y es utilizado para expresar un mandato: Tú te vas ahora de mi casa.
- El presente actual indica una acción que se está realizando en el momento presente, y que se amplía tanto hacia el pasado como hacia el futuro: Vivo en Madrid.
- El presente habitual indica una repetición de acciones o procesos que se dan en la época del hablante: Me levanto a las ocho.
- El presente persistente no expresa limitación temporal alguna, y se refiere a nociones o valores universales y eternos: La justicia es necesaria.
- El presente gnómico aparece en refranes, proverbios máximas, etc., que tienen valor no solo en el momento actual sino en cualquier tiempo: A quien madruga, Dios lo ayuda.

#### Tiempo pasado o pretérito
El tiempo pasado se usa para hablar de cosas que se dieron con una temporalidad anterior al momento en el que se habla. En español se expresa con distintos tiempos verbales:
- El pretérito imperfecto describe una situación en el pasado sin importar su duración, ni su tiempo de inicio o finalización. De hecho, cuando esto ocurre se alterna su uso con el Pretérito indefinido (o perfecto simple) Miguel vivía en la costa / Miguel vivió en la costa dos años. Aparece en las narraciones y descripciones y puede emplearse con valores específicos.
  - Se emplea muy habitualmente para expresar descripciones en el pasado Mi primera novia se llamaba Rebeca y era morena y tenía los ojos oscuros.
  - También es muy común para indicar acciones habituales o repetitivas en el pasado En mi juventud salía todos los jueves y apenas hacía ejercicio.
  - El pretérito imperfecto de cortesía tiene valor de presente, y se utiliza para expresar un ruego o pregunta con un cierto grado de cortesía: Quería pedirle su ayuda, en vez de Quiero pedirle su ayuda, que puede llegar a resultar excesivamente directo.
  - El pretérito imperfecto de opinión tiene valor de presente, se utiliza en enunciados de opinión para matizar o suavizar la expresión: Yo creía que eso era otra historia, en vez de Yo creo que eso era otra historia.
  - El pretérito imperfecto hipotético o condicional se utiliza en las oraciones condicionales en lugar del condicional simple en contextos informales. Expresa el deseo de realizar una acción de difícil consecución: Si tuviera dinero, me compraba una casa.
  - El pretérito imperfecto imaginativo tiene valor de presente y se refiere a hechos imaginados o soñados. Es muy utilizado en el lenguaje conversacional y en el lenguaje infantil: Yo me comía ahora mismo mil pasteles.
- El pretérito perfecto simple o pretérito indefinido indica una acción que ha ocurrido en el pasado: Vine, vi y vencí. No expresa matices significativos especiales, ya que expresa siempre hechos que han ocurrido en el pasado. Indica una acción pasada sin ninguna conexión con el presente: El verano pasado estuve en la playa. Pero en su uso lingüístico alterna y se confunde con el pretérito perfecto compuesto.

#### Tiempo futuro
Aunque por su nombre debería emplearse para expresar acciones o hechos cuya temporalidad es posterior al momento en el que se habla, entre los valores específicos de esta forma se encuentran también otros mucho derivados de su consideración modal entre el indicativo y el subjuntivo:
- El futuro simple o imperfecto indica acciones que se van a realizar: Iré a tu casa.

Su valor significativo indica imprecisión temporal y cierta eventualidad, su uso es muy escaso en el lenguaje coloquial, sobre todo en ciertas zonas de Latinoamérica, donde es desplazado con frecuencia por formas del presente de indicativo y por la perífrasis obligatoria de infinitivo: Pedro llegará el lunes, Pedro llega el lunes, Pedro ha de llegar el lunes.
- El futuro exhortativo expresa obligatoriedad o mandato: No matarás.
- El futuro de cortesía lo utiliza el hablante para suavizar la brusquedad de una petición: Ustedes me dirán por Díganme.
- El futuro de probabilidad indica duda, incertidumbre: Serán las doce; ¿Quién llamará a estas horas?.
- El futuro de sorpresa tiene valor de presente, sirve para expresar el asombro que produce alguna acción o comportamiento: ¡Si será torpe este muchacho!
- El futuro histórico tiene valor de pasado, y lo utiliza el hablante para hacer referencia a un hecho histórico anterior del que se va a informar, y quiere adelantarlo: Lope de Vega nos ofrecerá en su dramaturgia un gran avance histórico.

#### Tiempo condicional
El condicional simple indica una acción futura e hipotética respecto a otra acción que expresa posibilidad: Si estudiara, aprobaría. Es el tiempo típico de las oraciones condicionales. Es frecuente el uso del condicional como expresión de cortesía y de opinión: Me gustaría decirle; Querría pedirle un favor; o como valor de probabilidad: Serían las diez.

### Tiempos compuestos
Los tiempos compuestos guardan una relación significativa con los tiempos simples de los que se derivan, y además del valor significativo temporal que les es propio, suelen coincidir con los tiempos simples correspondientes en los usos especiales, tales como copresente o copreterito. [cita requerida]

#### Pretérito perfecto compuesto
El pretérito perfecto o antepresente expresa una acción pasada pero que de algún modo se prolonga en el presente del hablante: He llegado temprano los últimos días. Se relaciona con el pretérito perfecto simple.
En español el contraste entre perfecto compuesto y perfecto simple varía notablemente según la región, llegándose al caso extremo del español rioplatense, donde el perfecto compuesto y los tiempos compuestos en general apenas se usan. En general el uso más amplio del perfecto compuesto para referirse a cualquier periodo de tiempo no acabado es característico de España salvo Canarias, y tampoco es habitual en los hablantes de Asturias, León, y Galicia, regiones cuyas lenguas propias no tienen tiempos compuestos.

#### Pretérito pluscuamperfecto
El pretérito pluscuamperfecto o antecopretérito expresa tiempo pasado; su acción se presenta como anterior a otra acción también pasada: Cuando llegaron, ya había hecho la comida (la acción había hecho es anterior a la acción, también pasada, llegaron).

#### Pretérito anterior
El pretérito anterior se usa muy poco en la lengua escrita y ha dejado de usarse en la lengua hablada. Es un tiempo relativo y expresa una acción inmediatamente anterior a otra pasada, por lo que su significación temporal no es apreciada en la conciencia del hablante. Ha sido sustituido por el pretérito indefinido o por el pretérito pluscuamperfecto en casi todos los usos y solo quedan algunas formas en la lengua literaria: Apenas hubo amanecido, se fue.

#### Futuro perfecto
El futuro perfecto expresa acción futura y acabada, anterior a otra acción futura: Cuando vengáis ya habré ordenado todo. Puede trasladarse al pasado, para indicar una conjetura o una probabilidad de que haya ocurrido la acción: Supongo que habrá llegado.

#### Condicional compuesto
El condicional compuesto se emplea para indicar una acción futura respecto de un momento del pasado, pero anterior a otro momento que se señala en la oración: Me dijo que cuando yo llegara a casa, ya me habría enviado el paquete (la acción habría enviado es futuro con relación a dijo, pero anterior a llegara). Puede indicar también conjetura o probabilidad en el pasado: En aquel tiempo, él ya habría cumplido treinta años.
Aunque tradicionalmente se ha considerado el condicional como un tiempo del indicativo, el carácter irrealis del condicional en algunos contextos ha llevado a algunos autores a considerarlo como un modo diferente:
Si estudiaras, aprobarías
Claramente la oración condicional se interpreta como que ninguna de las dos situaciones sucede y por tanto es un hipotético o [- realis]. Sin embargo, existen argumentos para considerarlo formas de indicativo ya que las dos oraciones siguientes parecen paralelas, excepto por el hecho de que la primera se interpreta en el presente y la segunda en el pasado:
Me ha dicho que cuando llegue a casa, ya habrá llegado el paquete
Me dijo que cuando llegara a casa, ya habría llegado el paquete.
En la primera habrá llegado es [+realis] por lo que debe deducirse que la interpretación de habría llegado es también [+ realis].
Por tanto, la discusión de si el condicional debe considerarse un modo aparte o parte del indicativo en español, depende de cómo se defina el modo indicativo.

## Construcciones regulares

### Tiempos simples
| Persona  | 1.ª Conjugación | 2.ª Conjugación | 3.ª Conjugación |
| Yo       | -o              | -o              | -o              |
| Tú       | -as             | -es             | -es             |
| Él       | -a              | -e              | -e              |
| Nosotros | -amos           | -emos           | -imos           |
| Vosotros | -áis            | -éis            | -ís             |
| Ellos    | -an             | -en             | -en             |

| Persona  | 1.ª Conjugación | 2.ª Conjugación | 3.ª Conjugación |
| Yo       | -aba            | -ía             | -ía             |
| Tú       | -abas           | -ías            | -ías            |
| Él       | -aba            | -ía             | -ía             |
| Nosotros | -ábamos         | -íamos          | -íamos          |
| Vosotros | -abais          | -íais           | -íais           |
| Ellos    | -aban           | -ían            | -ían            |

| Persona  | 1.ª Conjugación | 2.ª Conjugación | 3.ª Conjugación |
| Yo       | -é              | -í              | -í              |
| Tú       | -aste           | -iste           | -iste           |
| Él       | -ó              | -ió             | -ió             |
| Nosotros | -amos           | -imos           | -imos           |
| Vosotros | -asteis         | -isteis         | -isteis         |
| Ellos    | -aron           | -ieron          | -ieron          |

| Persona  | 1.ª Conjugación | 2.ª Conjugación | 3.ª Conjugación |
| Yo       | -aré            | -eré            | -iré            |
| Tú       | -arás           | -erás           | -irás           |
| Él       | -ará            | -erá            | -irá            |
| Nosotros | -aremos         | -eremos         | -iremos         |
| Vosotros | -aréis          | -eréis          | -iréis          |
| Ellos    | -arán           | -erán           | -irán           |

| Persona  | 1.ª Conjugación | 2.ª Conjugación | 3.ª Conjugación |
| Yo       | -aría           | -ería           | -iría           |
| Tú       | -arías          | -erías          | -irías          |
| Él       | -aría           | -ería           | -iría           |
| Nosotros | -aríamos        | -eríamos        | -iríamos        |
| Vosotros | -aríais         | -eríais         | -iríais         |
| Ellos    | -arían          | -erían          | -irían          |

### Tiempos compuestos
Para el caso de los tiempos compuestos, se utiliza la conjugación del verbo haber, más el participio del verbo (PP).
| Pretérito perfecto (compuesto) | Pretérito pluscuamperfecto | Pretérito anterior      | Futuro perfecto        | Condicional compuesto   |
| Yo he + PP                     | Yo había + PP              | Yo hube + PP            | Yo habré + PP          | Yo habría + PP          |
| Tú has + PP                    | Tú habías + PP             | Tú hubiste + PP         | Tú habrás + PP         | Tú habrías + PP         |
| Él ha + PP                     | Él había + PP              | Él hubo + PP            | Él habrá + PP          | Él habría + PP          |
| Nosotros hemos + PP            | Nosotros habíamos + PP     | Nosotros hubimos + PP   | Nosotros habremos + PP | Nosotros habríamos + PP |
| Vosotros habéis + PP           | Vosotros habíais + PP      | Vosotros hubisteis + PP | Vosotros habréis + PP  | Vosotros habríais + PP  |
| Ellos han + PP                 | Ellos habían + PP          | Ellos hubieron + PP     | Ellos habrán + PP      | Ellos habrían + PP      |

- donde: PP = participio del verbo